# Uschod
Uschod (biał. Усход; ros. Восток, Wostok) – stacja mińskiego metra położona na linii Moskiewskiej.
Otwarta została w dniu 30 grudnia 1986 roku i przez ponad 20 lat stanowiła wschodnią stację końcową. W 2007 roku otwarto przedłużenie linii do stacji Uruczcza. Koszt całego odcinka wyniósł 240 miliardów rubli białoruskich.